# Katie Jacobs
Katie Jacobs je američka televizijcka producentica i redateljica. Zajedno sa suprugom Paulom Attanasiom vodi produkcijsku kuću Heel and Toe Films koja trenutno producira Fox-ovu seriju Dr. House, a prije je to radila sa serijom Century City. Svoj redateljski debi, Jacobs ima upravo u seriji Dr. House kada režira dvije epizode treće sezone. 

## Izabrana filmografija
- 29. ulica (1991.)
- Consenting Adults (1992.)
- Fatalni instinkt (1993.)
- Getting Even with Dad (1994.)
- Otac za Charlieja (1995.)
- A Cool, Dry Place (1998.)
- Gideonov prijelaz (2000.)
- R.U.S./H. (2002.)
- Century City (TV serija)
- Dr. House (TV serija)